# DJ 캐시디
DJ 캐시디(DJ Cassidy, 1981년 ~ )는 미국의 DJ이다.

## 같이 보기
- 디스크 자키 목록